# KEIRINグランプリ06
KEIRINグランプリ06（けいりんぐらんぷりぜろしっくす）は、2006年12月30日<土>に京王閣競輪場（東京都調布市）で開催されたKEIRINグランプリである。優勝賞金1億円。

## 出場選手
| 車番 | 選手       | 出身県 | 出場要件             |
| ---- | ---------- | ------ | -------------------- |
| 1    | 山崎芳仁   | 福島   | 高松宮記念杯競輪優勝 |
| 2    | 後閑信一   | 群馬   | 寬仁親王牌優勝       |
| 3    | 吉岡稔真   | 福岡   | 日本選手権競輪優勝   |
| 4    | 合志正臣   | 熊本   | 全日本選抜競輪優勝   |
| 5    | 有坂直樹   | 秋田   | 年間獲得賞金3位      |
| 6    | 手島慶介   | 群馬   | 年間獲得賞金5位      |
| 7    | 小倉竜二   | 徳島   | 競輪祭優勝           |
| 8    | 井上昌己   | 長崎   | オールスター競輪優勝 |
| 9    | 佐藤慎太郎 | 福島   | 年間獲得賞金6位      |

- 補欠選手は加藤慎平（岐阜）[1]

## 競走内容
残りあと2周を通過後、山崎－佐藤－有坂の北日本ラインが、吉岡－合志－井上の九州ラインを抑えにかかるが、吉岡が突っ張っていく。これに対して山崎はジャンから発進。最終ホームでは山崎－佐藤－有坂、手島－後閑、小倉、吉岡－合志－井上の順。最終バック付近から手島が捲って出て、4角で山崎を捲り切る。その動きに対し、山崎マークの佐藤が直線に入って手島後位に入り込んで抜け出しを図るが、佐藤後位の有坂が内から一気に差し切って優勝。

## 競走結果
| 着順 | 選手       | 決まり手 |
| ---- | ---------- | -------- |
| 1    | 有坂直樹   | 差       |
| 2    | 手島慶介   | 捲       |
| 3    | 佐藤慎太郎 |          |
| 4    | 合志正臣   |          |
| 5    | 小倉竜二   |          |
| 6    | 後閑信一   |          |
| 7    | 山崎芳仁   |          |
| 8    | 井上昌己   |          |
| 9    | 吉岡稔真   |          |

### 配当金額
| 車番二連勝単式 | 5-6   | 13,470円 |
| 三連勝単式     | 5-6-9 | 63,340円 |

## エピソード
- 前夜祭は12月21日、新高輪プリンスホテル（現・グランドプリンスホテル新高輪）国際パミ－ル館北辰の間で実施された[2]。

- 地上波中継は、テレビ東京《TXN系列 全22局ネット》が放送[3]。

- GP単独の売上は63億0478万0800円と、目標の65億円には惜しくも届かなかった。

- シリーズ三日間の売り上げは153億9895万3400円と目標の155億円には届かなかったが、前年を上回った。

### 競走データ
- このレースが吉岡稔真の引退レースとなったが、開催以前から直前の全日本選抜競輪を欠場していた吉岡の動向が注目された中、当レース開催数日前にスポーツニッポンがスクープ記事として掲載し[4]、他紙もそれに続いたが、直前の会見から吉岡は引退に関する話はノーコメントを貫いた。
しかしグランプリ直前での「顔見せ」では観客席から突如吉岡に対する巨大な応援幕が吊るされ、さらに競走の周回中から一部のファンが「吉岡」コールを湧き上げるなど、競輪において前例のない雰囲気の中で競走が行われていた。ちなみに吉岡は最終バック付近あたりから涙が溢れてしまい、追走に手一杯で勝負にならなかったことをレース直後、マスコミに対してコメントしている[5]。
優勝した有坂に対するセレモニーが終了した後、吉岡の事実上の引退表明が行われた。事実上と述べたのは、吉岡がここでは「引退」の二文字を一切、口にしなかったからである[6]。

- 有坂は、井上茂徳（1994年）の記録を更新し、当時歴代最年長で優勝した[7]。また当時、GI優勝経験がないままのGP優勝事例は、史上3例目[8]であったが、翌2007年の日本選手権競輪（平塚競輪場）を制し、晴れてGI優勝者となった。また、史上6例目の初出場初優勝（第1回を除く）を果たした。

- この年の冬はノロウイルスが大流行しており、事前に競輪場の全場内を消毒して開催を行っていたが、この時に吉岡の3番手を固めて8着に敗れた井上昌己は、のちに開催時ノロウイルスに感染していたことが明らかになっている[9]。